# Freebike

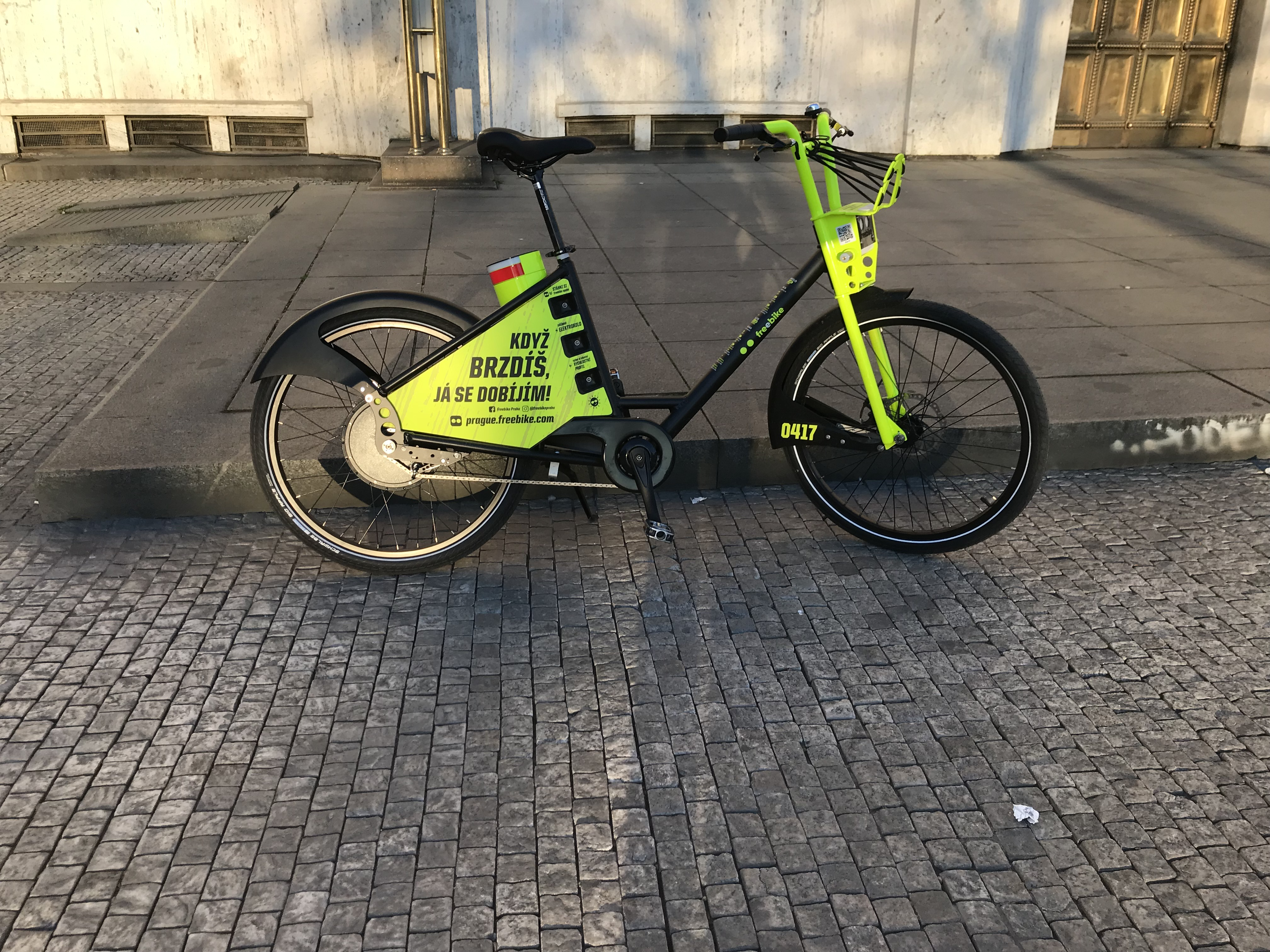
Elektrokolo Freebike na Palackého náměstí v Praze

Freebike je systém sdílených bezstanicových elektrokol, fungující v několika zemích světa. Majitelem a provozovatelem je česká společnost Homeport, sídlící v pražském Karlíně. Mezi roky  2019 až 2020 fungovaly kola Freebike v Praze, slovenské Trnavě, finském Kuopiu a Helsinkách, v kanadské Kelowně a v Londýně.

## Jízdní kolo
Jde o kolo 4. generace vyvinuté společností Homeport. Má elektromotor, jehož intenzitu výpomoci si uživatel nastaví v aplikaci, maximální rychlost s motorem je 25 km/h. Váží 35 kg, na jedno dobití ujede přibližně 120 km. Má systém zpětné rekuperace, při brzdění se baterie dobíjí. Kromě toho je uvnitř zabudovaná GPS, alarm proti krádeži či čtečka karet. Většina dílů ze kterých je kolo složeno jsou vyráběny v České republice. Životnost jednoho Freebiku je předpokládána na maximálně šest let.

## Praha

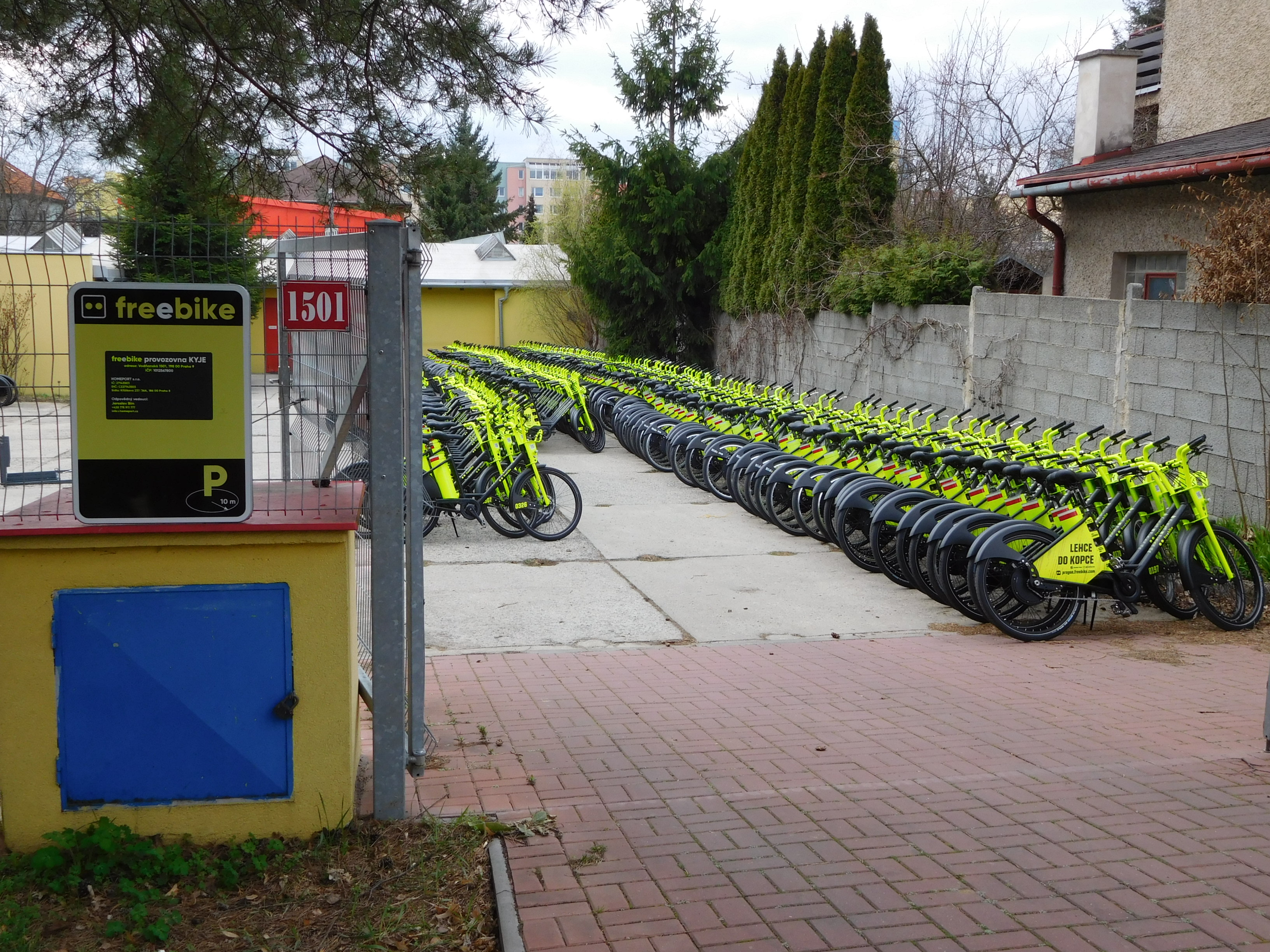
Sklad Freebiků v pražských Kyjích

V Praze začalo sdílení kol Freebike 1. dubna 2019. Šlo o první město, kde Freebike nebyl dotovonán městem, ani nebyl předmětem městského výběrového řízení. Před spuštěním projektu firma dbala na komunikaci s městskými částmi, kde zřizovala virtuální stanice. Stanic po Praze na začátku vzniklo 250, do provozu bylo rozmístěno 500 kol. Investice na spuštění tohoto systému v hlavním městě byla 25 milionů korun. Zóny byly v Praze 1 až 8, dále v Horních Počernicích.
Kvůli pandemii covidu i absenci jakékoliv podpory od města se Freebike v roce 2020 rozhodl své působení v Praze ukončit.

## Města
Kromě Česka operuje Freebike také ve Finsku, Francii, Polsku a Španělsku.
| Město   | Spuštění | Ukončení | Kola  | Kola | Poznámky |
| Město   | Spuštění | Ukončení | Počet | Rok  | Poznámky |
| ------- | -------- | -------- | ----- | ---- | --- |
| Praha   | 2019     | 2020     | 500   | 2019 | Své působení v Praze firma ukončila kvůli pandemii covidu-19 a absenci podpory ze strany města.               |
| Jihlava | 2025     |          | 140   | 2025 | V roce 2025 vyhrála firma výběrové řízení města a nahradila tak původního provozovalete, kterým byl Nextbike. |